# Basilique Notre-Dame-de-l'Immaculée-Conception de Boulogne-sur-Mer
Pour les articles homonymes, voir Basilique de l'Immaculée-Conception.
La basilique Notre-Dame-de-l'Immaculée-Conception de Boulogne-sur-Mer est située dans l'enceinte des remparts de la vieille ville de Boulogne-sur-Mer. Elle a été classée au titre des monuments historiques en 1982.
La ville fut le siège d'un ancien évêché, dont l'ancêtre de cette église était la cathédrale, tête du diocèse de Boulogne-sur-Mer ayant existé entre 1566 et 1801 (année pendant laquelle il est dissous pour être intégré en totalité au diocèse d'Arras). Le diocèse de Boulogne correspondait à un territoire s'étendant jusqu'à Étaples, Montreuil, Hesdin, Saint-Pol-sur-Ternoise et Calais.
Important lieu touristique de la ville, la basilique est connue pour son dôme qui surplombe l'agglomération, et pour sa crypte qui est l'une des plus vastes de France.

## Histoire

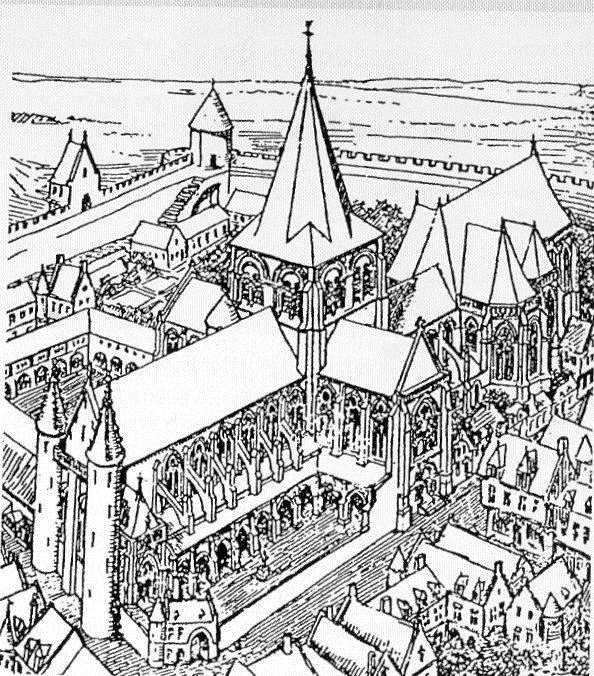
Dessin de l'ancienne cathédrale gothique vers 1570 par Camille Enlart.

### Origine du sanctuaire
La tradition relate l'arrivée, en barque, d'une nacelle en bois contenant une statue miraculeuse de la Vierge à l'Enfant, dans l'estuaire de la Liane, en 633. Une chapelle est construite dans la haute ville à l'emplacement d'un temple romain, pour recevoir cette découverte. Cette statue donna naissance à un important culte marial qui trouve tout son développement au Moyen Âge.

### L'abbaye de Boulogne, centre de pèlerinage marial au Moyen Âge
En 1090, ce premier sanctuaire fut remplacé par une abbaye. Sainte Ide, épouse du comte de Boulogne, Eustache II et mère de Godefroy de Bouillon, fit édifier une première église en pierre et sa crypte de style roman. Boulogne devint un grand centre de pèlerinage d'un grand rayonnement, il accueillit des rois de France et d'Angleterre, venant vénérer Notre-Dame de Boulogne. De l'affluence des pèlerins, il résulta une abondance de dons qui firent de l'église de sainte Ide de Boulogne un édifice prestigieux.
Aux XIIIe et XIVe siècles, l'église fut transformée en un édifice de style gothique et fut doté d'un cloître. En 1308 y fut célébré le mariage entre le roi d'Angleterre Édouard II et Isabelle de France, fille du roi de France Philippe IV le Bel.
En 1367, le clocher s'effondra. Le portail est réparé en 1378, puis la flèche en 1390. En juillet 1464, par ses lettres patentes, le roi Louis XI (1423–1483) confirma la protection royale à l'abbaye. En avril 1478, Louis XI donna à Notre-Dame de Boulogne la suzeraineté du comté de Boulogne,. Elle fut saccagée une première fois pendant le siège de la ville par les Anglais (1544–1550) : la chapelle Notre-Dame s'effondra.

### L'église abbatiale devient cathédrale auXVIesiècle
Après la destruction de la ville de Thérouanne par les troupes de Charles Quint en 1553, son siège épiscopal fut déplacé à Boulogne-sur-Mer. Les guerres de Religion dégradèrent une seconde fois la cathédrale.
Le 26 septembre 1607, la statue de Notre-Dame de Boulogne, disparue pendant les sacs des Huguenots, fut retrouvée ; après examen et confirmation de la Sorbonne, il fut décidé de la retailler pour faire disparaître les marques de profanation (elle sera replacée dans la cathédrale en 1630). La même année furent posées deux verrières de Jean Meurin dessinées par Jean Lelleu. En 1630, la cathédrale fut rénovée et la statue remise en place. En 1666, Louis XIV fit don d'un jubé œuvre du sculpteur Bernin. De 1771 à 1784, 17 chapelles furent construites selon les plans de Giraud Sannier.
Le diocèse de Boulogne fut supprimé à la Révolution française. En 1793, les révolutionnaires brûlèrent la relique. Deux fragments furent sauvés et sont aujourd'hui conservés dans la basilique, dans deux reliquaires. Devenu bien national, la cathédrale de Boulogne fut vendue et par la suite détruite en 1798.

### La construction d'une nouvelle église auXIXesiècle
En 1790, le diocèse de Boulogne-sur-Mer est supprimé par la constitution civile du clergé et intégré au diocèse d'Arras. En 1803, l'ancienne chapelle des Sœurs de l'Annonciade est rouverte pour abriter une nouvelle statue La Vierge au bateau. En 1820, Benoît-Agathon Haffreingue racheta les ruines encore debout et mit tout en œuvre à partir de 1827 pour reconstruire l'édifice, effectuant lui-même les plans et dirigeant les travaux de 1827 à 1857. L'esthétique du nouvel édifice puise sa source dans le style néoclassique, très prisé au début du XIXe siècle ; l'édifice se distingue notamment par le très haut dôme (environ 100 mètres) qui domine ses parties orientales. En 1863, le dôme est terminé et, le 24 août 1866, René-François Régnier, archevêque de Cambrai, consacre la nouvelle cathédrale. De 1863 à 1865, les chapelles sont décorées de fresques de Charles Soulacroix.

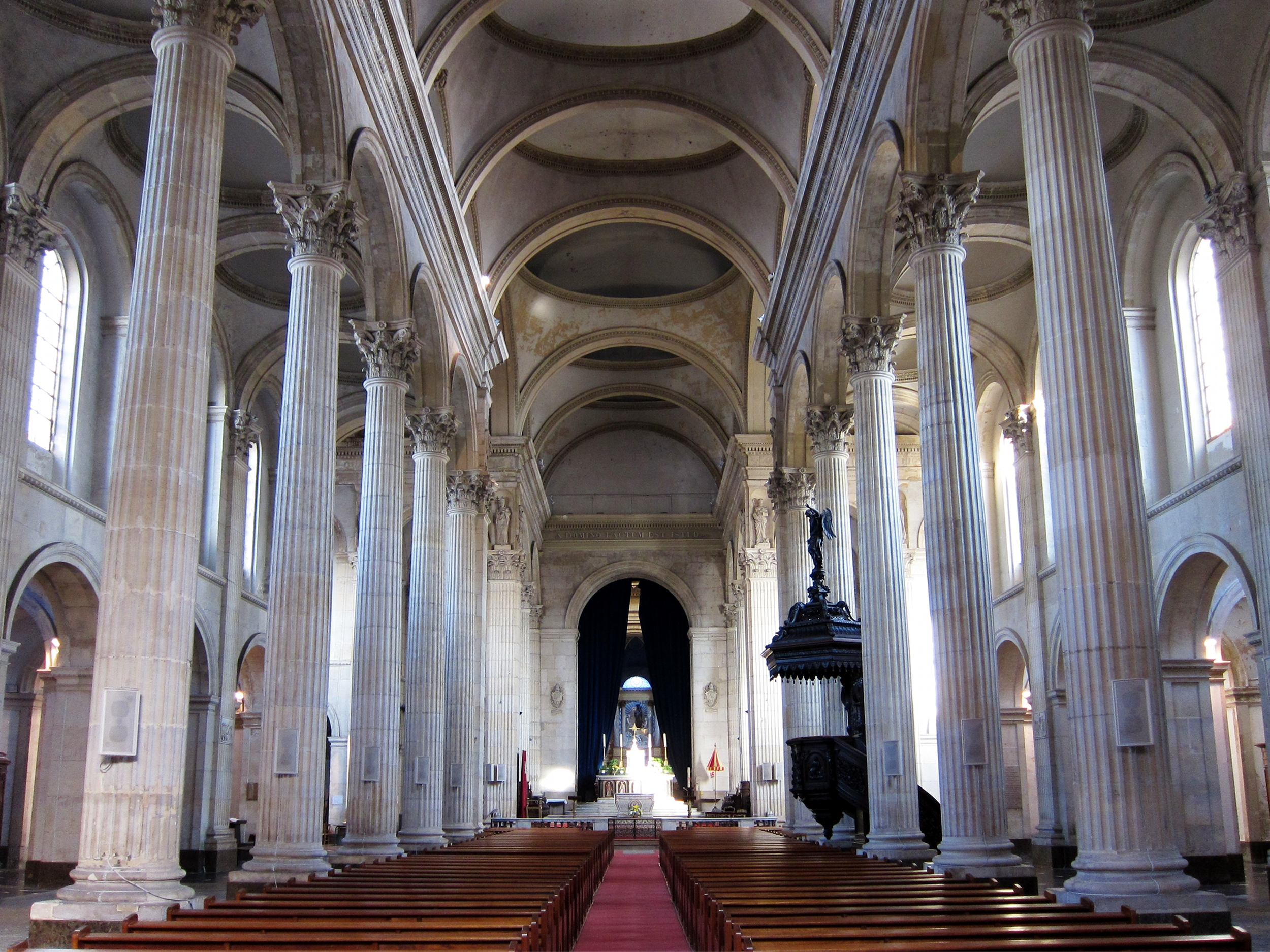
La nef de la basilique.
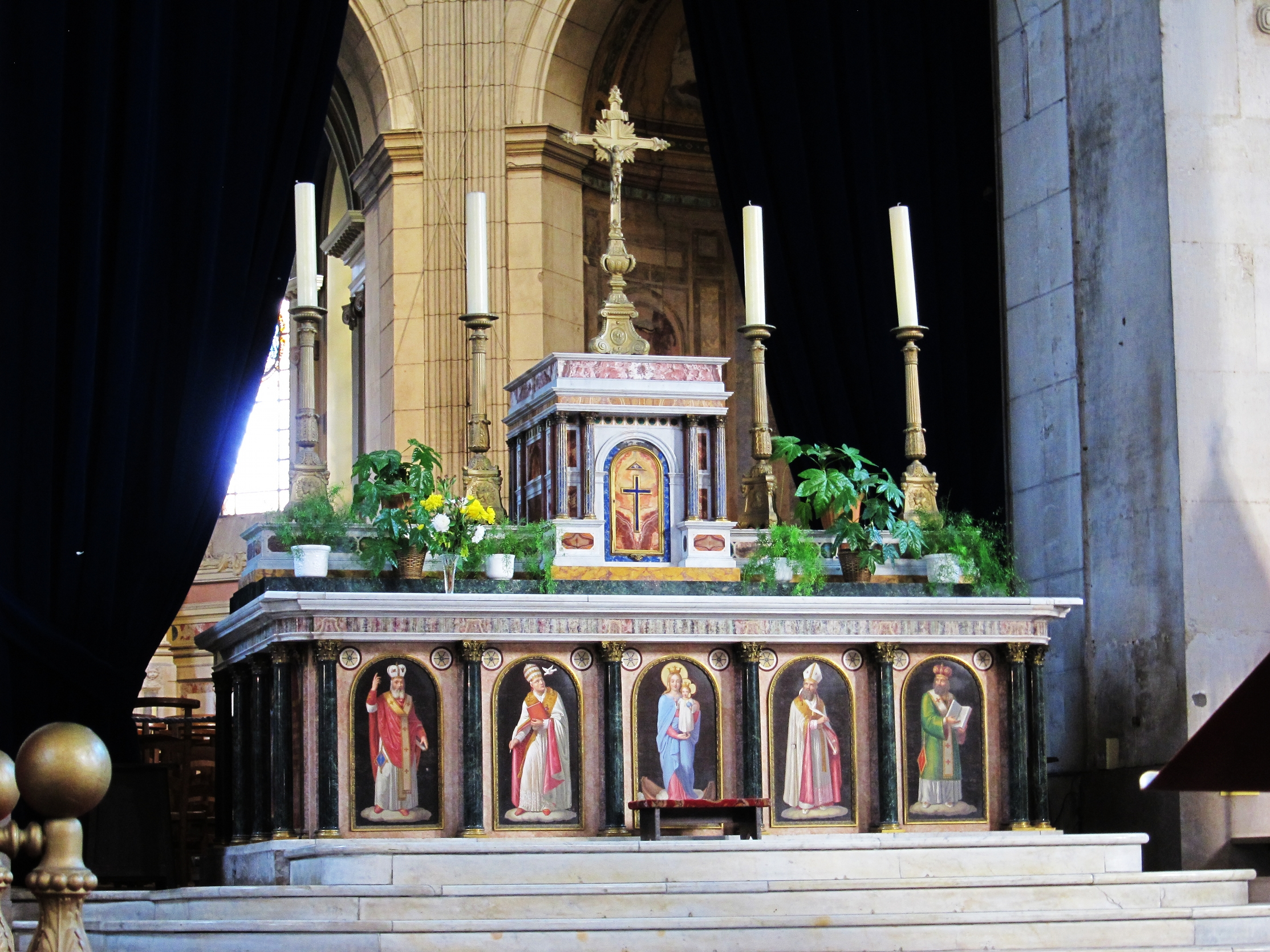
L'autel.
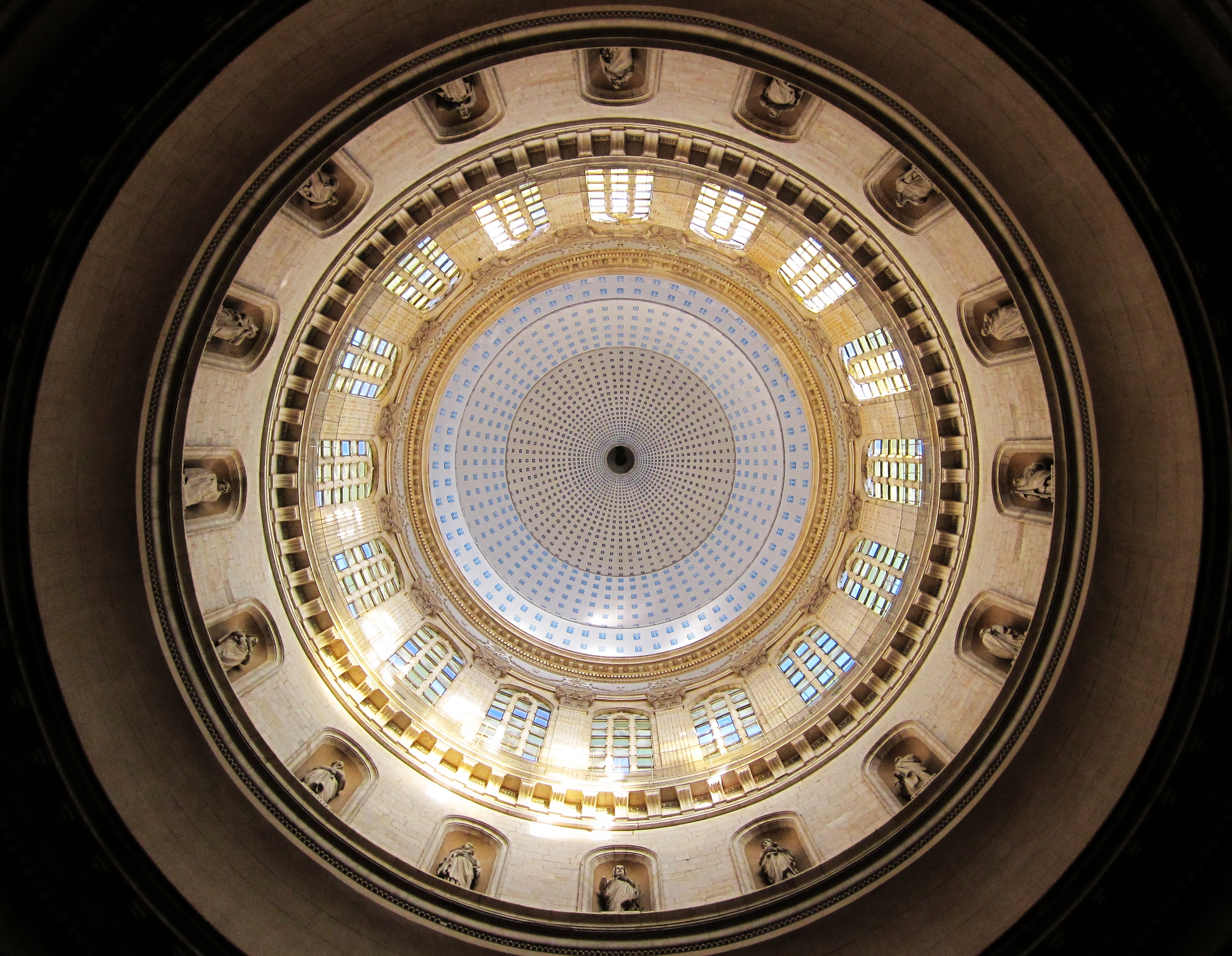
La coupole.
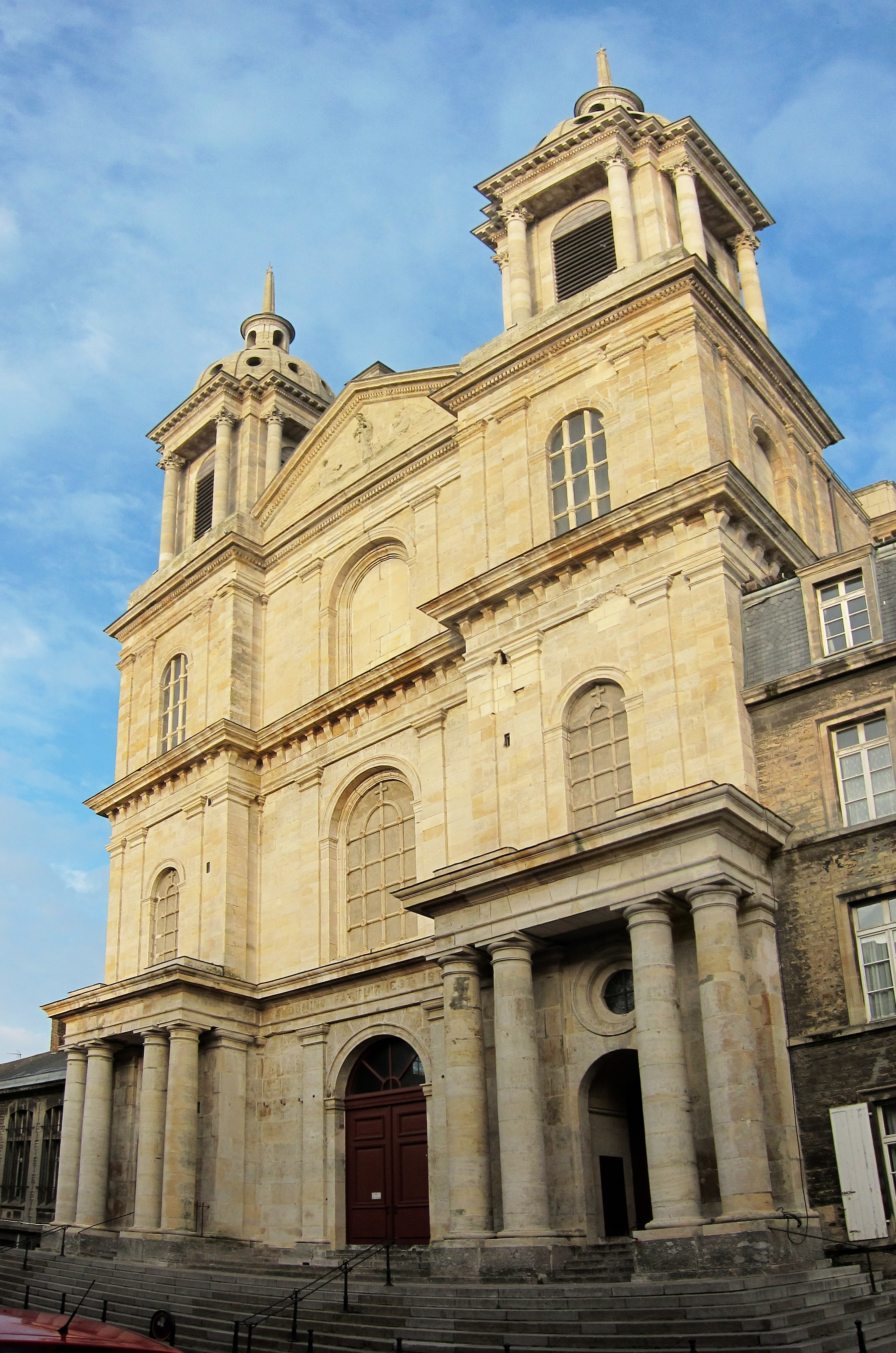
Le porche de la basilique.
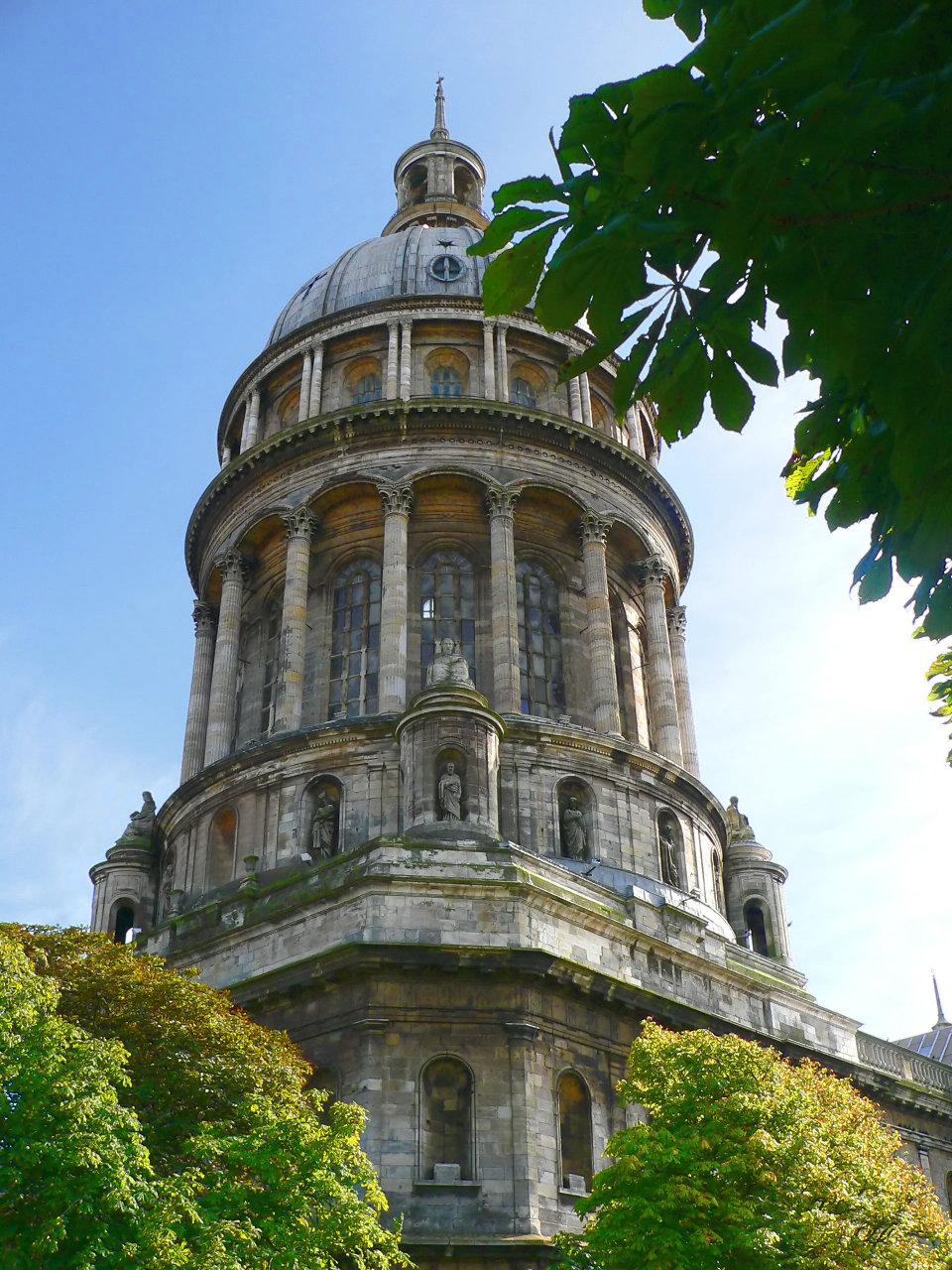
Le dôme.

En 1879, le pape Léon XIII élève l'église à la dignité de basilique mineure. En 1884, des sculptures de Constant Laurent décorent le tympan. En mars 1885, le pape Léon XIII autorise le couronnement solennel de Notre-Dame de Boulogne. La célébration de la fête a lieu le dimanche 23 août suivant, sous la présidence de Camillo Siciliano di Rende, nonce apostolique. Douze archevêques et évêques, invités par Désiré-Joseph Dennel, évêque d'Arras, assistent à cette cérémonie imposante. La date choisie coïncide avec le centième anniversaire de la naissance de Benoît-Agathon Haffreingue. « La couronne, qui est de la forme des couronnes murales, en souvenir de celle dont Godefroi de Bouillon a fait hommage à la vierge de son pays natal, après la prise de Jérusalem, est en or pur enrichi de pierreries nombreuses et variées. Ses tours, qui sont des reliquaires, renferment des reliques de la Terre-Sainte ».

### Restauration de la basilique
La voûte s'étant effondrée en 1921, elle est reconstruite en 1926, tandis qu'une nouvelle chapelle nord est construite en 1924 et une sacristie en 1930. En 1938, le congrès marial national se déroule à Boulogne-sur-Mer ; il accueille plus de 200 000 personnes.
Les orgues Schwenkedel-Aubertin-Gaillard ont été reconstruites en 1975–1992 avec 3 000 tuyaux et 44 jeux d'esthétique baroque allemande ; organiste titulaire : Didier Hennuyer.

### Chœur et chapelles
- L'oratoire Notre-Dame ;
- La chapelle absidiale de la Vierge Marie ;
- Le dôme et cinq chapelles absidiales, les fresques représentant la vie de la Vierge Marie ;
- Le chœur ;
- La chapelle du Saint sacrement ;
- Bras est du transept, le bureau d'accueil de la cathédrale.

La messe du 2 mai 2021 officiée en la basilique est retransmise en direct dans le cadre de l'émission télévisée Le Jour du Seigneur.

## L'Orgue

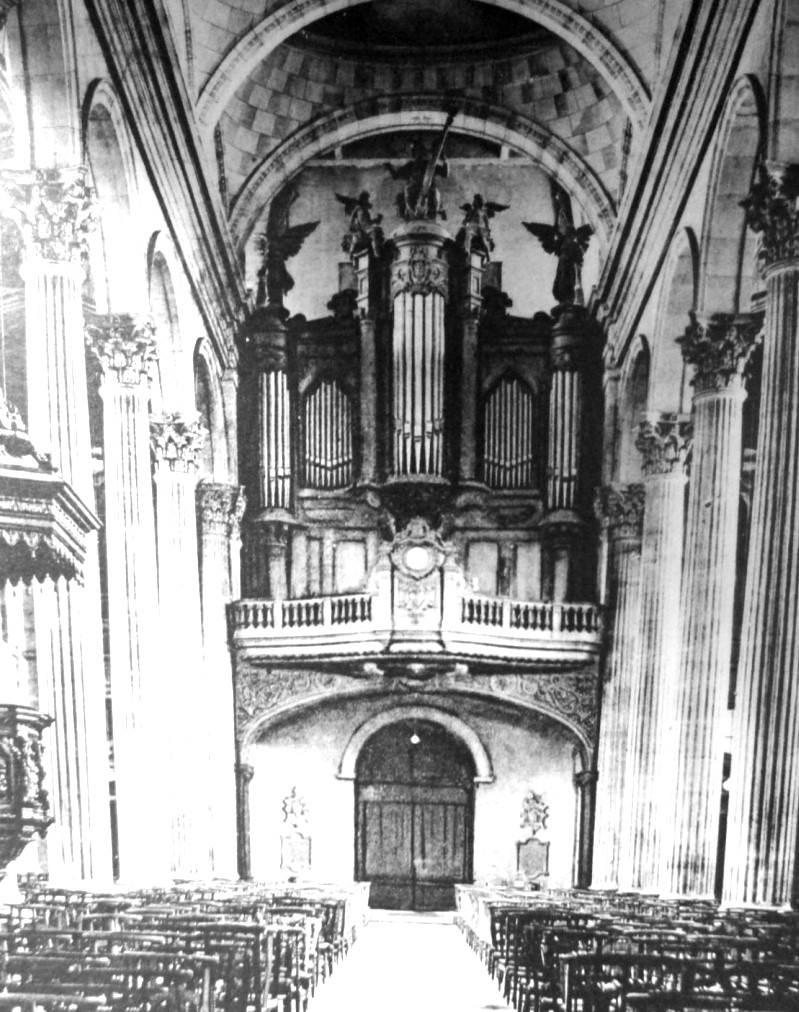
L'Orgue Merklin de 1897 à 1944.

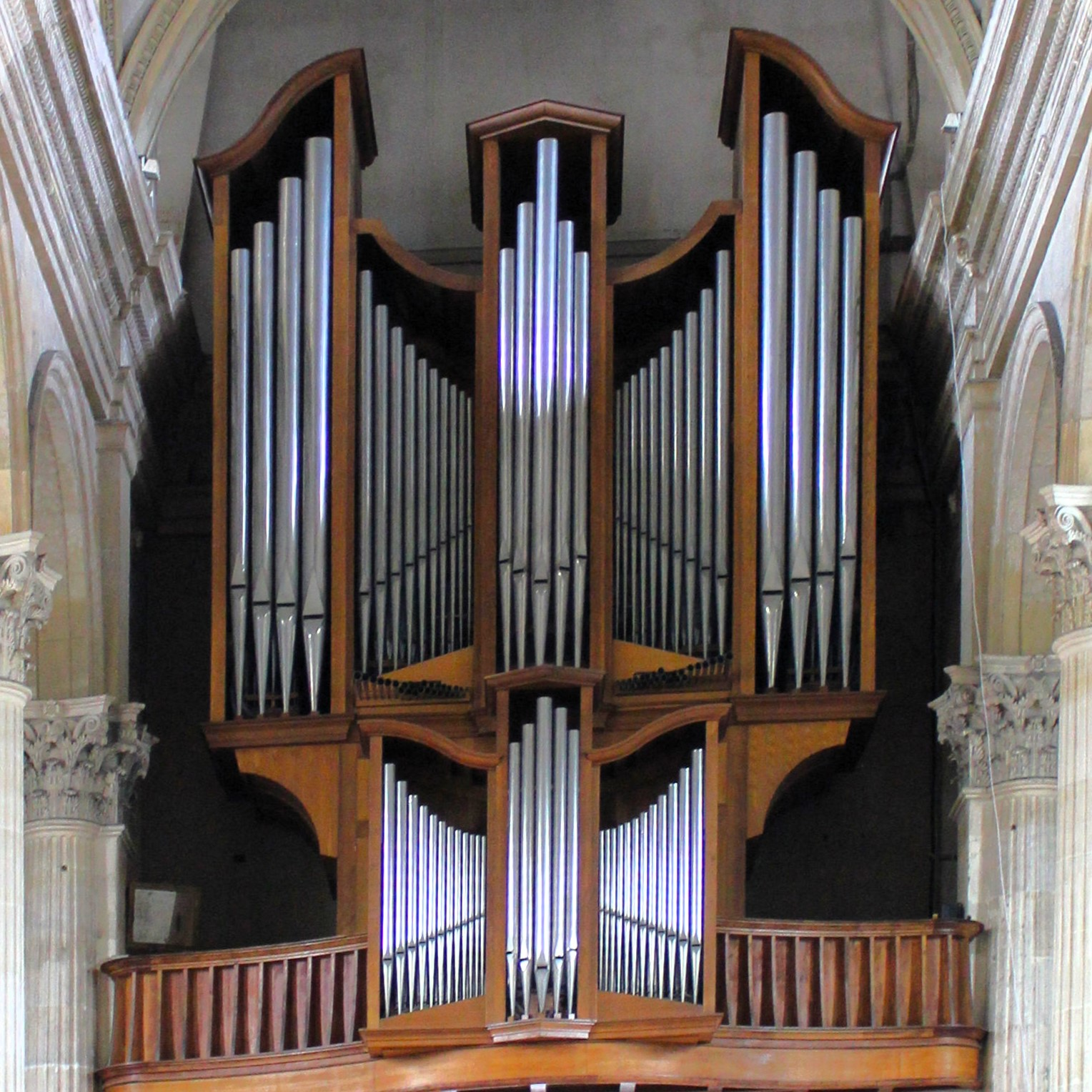
L'Orgue actuel de Schwenkedel (1975).

Le premier grand orgue de la basilique a été construit en 1860 par la société Merklin & Schütze et possédait, après une extension en 1865, la composition suivante:
| I Grand Orgue C–a3 |                        |     |     |
| 1.                 | Bourdon                | 16′ | B/D |
| 2.                 | Flûte                  | 8′  |     |
| 3.                 | Bourdon                | 8′  |     |
| 4.                 | Salicional             | 8′  |     |
| 5.                 | Prestant               | 4′  |     |
| 6.                 | Fourniture progressive |     |     |
| 7.                 | Trompette              | 8′  | B/D |
| 8.                 | Clairon                | 4′  |     |

| II Récit expressif C–f3 |                      |    |
| 9.                      | Flûte harmonique     | 8′ |
| 10.                     | Viola di gamba       | 8′ |
| 11.                     | Dolciana             | 8′ |
| 12.                     | Voix céleste         | 8′ |
| 13.                     | Flûte harmonique     | 4′ |
| 14.                     | Trompette harmonique | 8′ |
| 15.                     | Basson-Hautbois      | 8′ |
| 16.                     | Voix humaine         | 8′ |

| Pédale C–c1 |                  |     |
| 17.         | Soubasse         | 16′ |
|             | Bourdon (= no 1) | 16′ |
| 18.         | Octave basse     | 8′  |
| 19.         | Bombarde         | 16′ |

Cet orgue a été remplacé en 1897 par un nouvel orgue de grande taille de la firme Joseph Merklin & Cie, dont certains registres ont été réutilisés. Le nouvel orgue fut inauguré le 28 janvier 1897 et, comme pour l'orgue précédent, l'organiste Alexandre Guilmant, originaire de Boulogne-sur-Mer, était à la console.
Cet instrument a été victime d'un bombardement en 1944 pendant la Seconde Guerre mondiale. La composition était la suivante. Les registres marqués d'un * sont les Jeux des combinaisons, qui ne sont activés qu'avec l'Appel d'anches.
| I Grand Orgue C–a3 |                  |     |   |
| 1.                 | Montre           | 16′ |   |
| 2.                 | Bourdon          | 16′ |   |
| 3.                 | Montre           | 8′  |   |
| 4.                 | Flûte harmonique | 8′  |   |
| 5.                 | Bourdon          | 8′  |   |
| 6.                 | Salicional       | 8′  |   |
| 7.                 | Prestant         | 4′  |   |
| 8.                 | Cornet           | 8′  | * |
| 9.                 | Bombarde         | 16′ | * |
| 10.                | Trompette        | 8′  | * |
| 11.                | Clairon          | 4′  | * |

| II Positif C–a3 |                      |      |   |
| 12.             | Principal            | 8′   |   |
| 13.             | Bourdon              | 8′   |   |
| 14.             | Gemshorn             | 8′   |   |
| 15.             | Gambe                | 8′   |   |
| 16.             | Flûte octaviante     | 4′   |   |
| 17.             | Fourniture           | 2/3′ | * |
| 18.             | Trompette harmonique | 8′   | * |
| 19.             | Clarinette           | 8′   | * |
|                 | Tremblant            |      |   |

| III Récit expressif C–a3 |                      |    |   |
| 20.                      | Flûte harmonique     | 8′ |   |
| 21.                      | Cor de nuit          | 8′ |   |
| 22.                      | Gambe                | 8′ |   |
| 23.                      | Voix céleste         | 8′ |   |
| 24.                      | Flûte octaviante     | 4′ |   |
| 25.                      | Octavin              | 2′ |   |
| 26.                      | Trompette harmonique | 8′ | * |
| 27.                      | Basson-Hautbois      | 8′ | * |
| 28.                      | Voix humaine         | 8′ | * |
|                          | Tremblant            |    |   |

| Pédale C– |              |     |   |
| 29.       | Contrebasse  | 16′ |   |
| 30.       | Soubasse     | 16′ |   |
| 31.       | Octave basse | 8′  |   |
| 32.       | Bourdon      | 8′  |   |
| 33.       | Bombarde     | 16′ | * |
| 34.       | Trompette    | 8′  | * |
| 35.       | Clairon      | 4′  | * |

- Accouplements :  Accouplements et Tirasses normales, Récit à Grand Orgue Octave grave.
- Autres fonctions :  Appel d'anches: I, II, III, P; Appel Grand orgue, Forté général, Effet d'orage.

Après avoir assuré les offices pendant des années avec un orgue intérimaire, un nouvel orgue a été construit en 1974 par la société Schwenkedel de Strasbourg. L'instrument actuel est le dernier orgue de la firme Schwenkedel, qui le fabriquait encore sans l'installer, en raison de sa disparition. L'installation sur place dans la basilique de Boulogne-sur-Mer a été réalisée en 1975 par la société sarroise Mayer de Heusweiler. Dans cette phase de construction, l'orgue possédait seulement deux claviers et 33 registres. En 1992, son extension a été réalisée par la société Aubertin, avec l'ajout d'un Récit expressif comme troisième clavier et le remplacement des tuyaux de façade.
| I Positif de dos C–g3 |                  |       |
| 1.                    | Montre           | 8′    |
| 2.                    | Bourdon          | 8′    |
| 3.                    | Prestant         | 4′    |
| 4.                    | Flûte à cheminée | 4′    |
| 5.                    | Nazard           | 2/3′  |
| 6.                    | Doublette        | 2′    |
| 7.                    | Tierce           | 13/5′ |
| 8.                    | Larigot          | 1/3′  |
| 9.                    | Cymbale III      |       |
| 10.                   | Trompette        | 8′    |
| 11.                   | Cromorne         | 8′    |
|                       | Tremblant        |       |

| II Grand Orgue C–g3 |                   |       |
| 12.                 | Montre            | 16′   |
| 13.                 | Montre            | 8′    |
| 14.                 | Flûte à cheminée  | 8′    |
| 15.                 | Prestant          | 4′    |
| 16.                 | Quinte            | 2/3′  |
| 17.                 | Doublette         | 2′    |
| 18.                 | Terzian II        |       |
| 19.                 | Fourniture III-VI |       |
| 20.                 | Cornet V          |       |
| 21.                 | Douçaine          | 16′   |
| 22.                 | Trompette         | 8′    |
| 23.                 | Chamade           | 8′-4′ |

| III Récit expressif C–g3 |                 |    |
| 24.                      | Principal       | 8′ |
| 25.                      | Suavial         | 8′ |
| 26.                      | Bourdon         | 8′ |
| 27.                      | Prestant        | 4′ |
| 28.                      | Flûte           | 4′ |
| 29.                      | Flûte           | 2′ |
| 30.                      | Sifflet         | 1′ |
| 31.                      | Sesquialtera II |    |
| 32.                      | Mixture V       | 8′ |
| 33.                      | Chalumeau       | 8′ |
| 34.                      | Voix humaine    | 8′ |
|                          | Tremblant       |    |

| Pédale C–f1 |                  |        |
| 29.         | Principal        | 16′    |
| 30.         | Soubasse         | 16′    |
| 30.         | Quinte           | 102/3′ |
| 31.         | Principal        | 8′     |
| 32.         | Octave Principal | 4′     |
| 31.         | Mixtur IV        |        |
| 32.         | Contrebasson     | 32′    |
| 33.         | Posaune          | 16′    |
| 34.         | Trompette        | 8′     |
| 35.         | Chalumeau        | 4′     |

- Accouplements :  Positif à Grand Orgue; Récit à Grand Orgue, Tirasses pour Positif, Grand Orgue et Récit.

## Les cloches
La basilique possède une sonnerie de 8 cloches toutes fondues par la fonderie Guillaume d'Angers en 1854, 1856, 1857 et 1870. Il s'agit de la gamme complète de do majeur.
- Notre-Dame (bourdon) : do 3 - 2185 kilos, fondue en 1854 ;
- Immaculée Conception : ré 3 - 1400 kilos, fondue en 1857 ;
- Maxime : mi 3 - 900 kilos, fondu en 1870 ;
- Joseph : fa 3 - 775 kilos, fondu en 1870 ;
- Benoît-Labre : sol 3 - 525 kilos, fondu 1870 ;
- Notre-Dame de l'Espérance : la 3 - 375 kilos, fondue en 1856 ;
- Benoît-Agathon : si 3 - 315 kilos, fondu en 1854 ;
- Ide : do 4 - 250 kilos fondue en 1870.

La tour nord, celle de gauche, abrite le bourdon et les cloches 3, 5, 7 (do, mi, sol, si). La tour sud, celle de droite, abrite les cloches 2, 4, 6, 8 (ré, fa, la, do). Les deux beffrois et la sonnerie ont été restaurés : démontage en 2001, remontage en 2007.

## La crypte
L'église repose sur l'une des plus vastes cryptes de France qui lui sert de fondations et qu'il est possible de visiter. La crypte datant du XIIe siècle a été redécouverte lors des travaux de reconstruction. Un trésor d'art sacré y est conservé, dont le reliquaire du Saint Sang, offert en 1308 par le roi de France Philippe IV le Bel, constitue la pièce la plus remarquable.
La crypte de la basilique Notre-Dame de Boulogne mesure 128 mètres de long et 42 mètres de large. Le visiteur y retrouve des vestiges du IIIe siècle, une salle romane du XIe siècle et des éléments gothiques des XIIe et XIVe siècles. Il semble qu'elle ait été comblée en 1644, ou lors du siège de Boulogne par le roi d'Angleterre Henri VIII selon les sources. Elle est alors oubliée de tous jusqu'à sa redécouverte en 1827 lors de la reconstruction de la basilique.
Après plusieurs mois de restauration, la crypte ouvre de nouveau au public le 30 mai 2015. Le 19 mai 2017, la crypte accueille son 100 000e visiteur depuis cette réouverture.

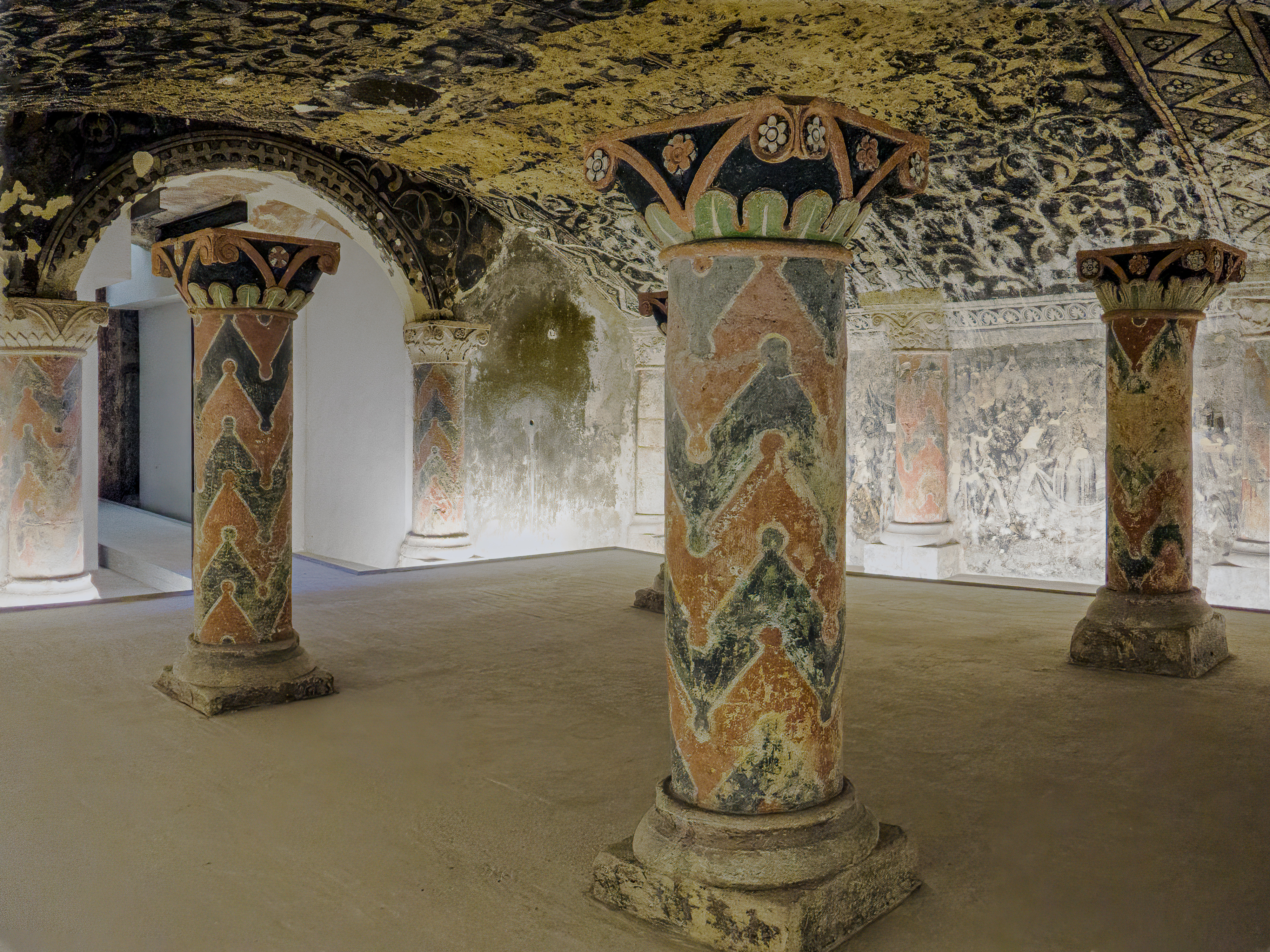
Une des salles de la crypte.
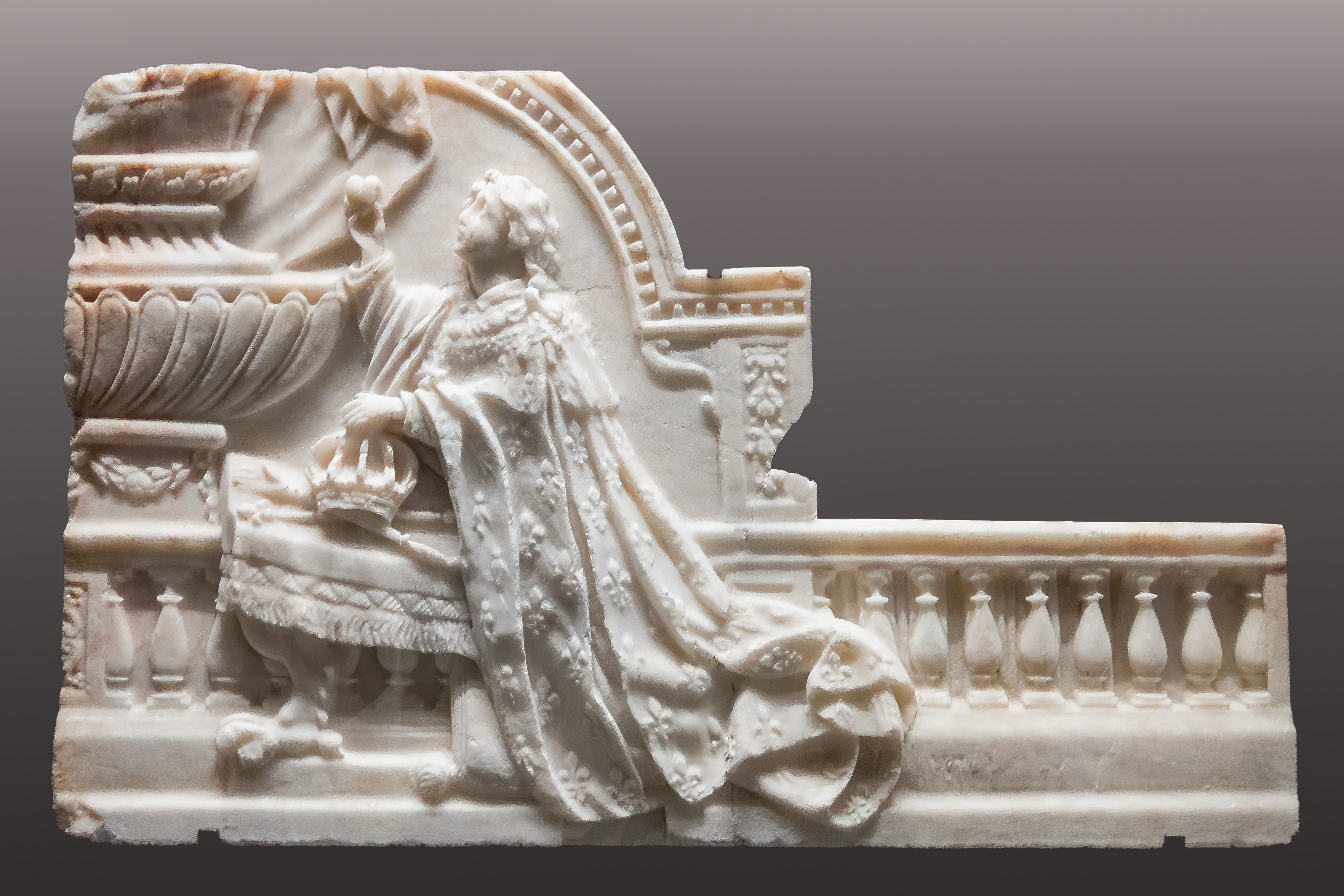
Fragment de la clôture du chœur (1656), montrant le jeune Louis XIV en donateur.
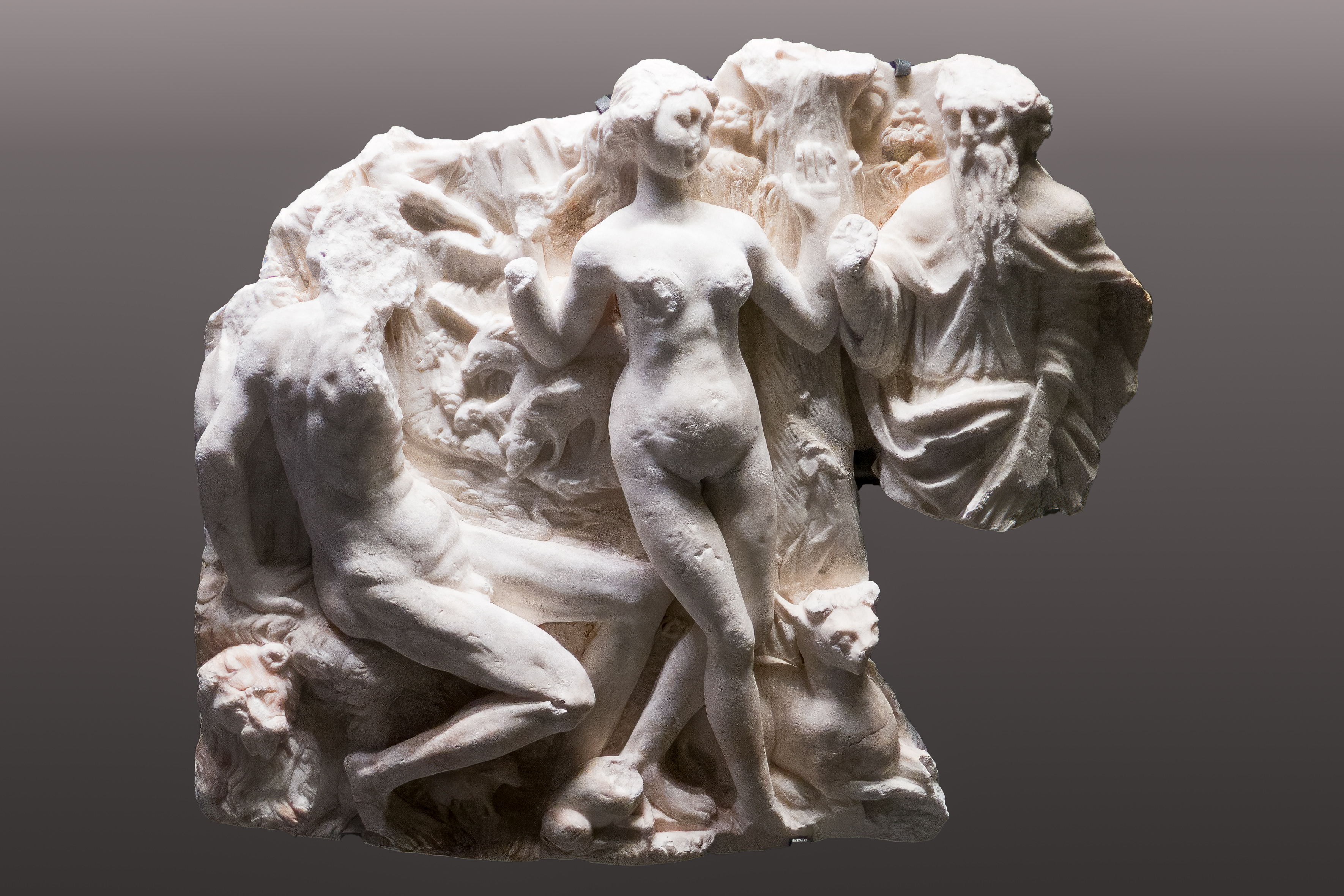
Adam et Ève, fragment de la clôture du chœur.
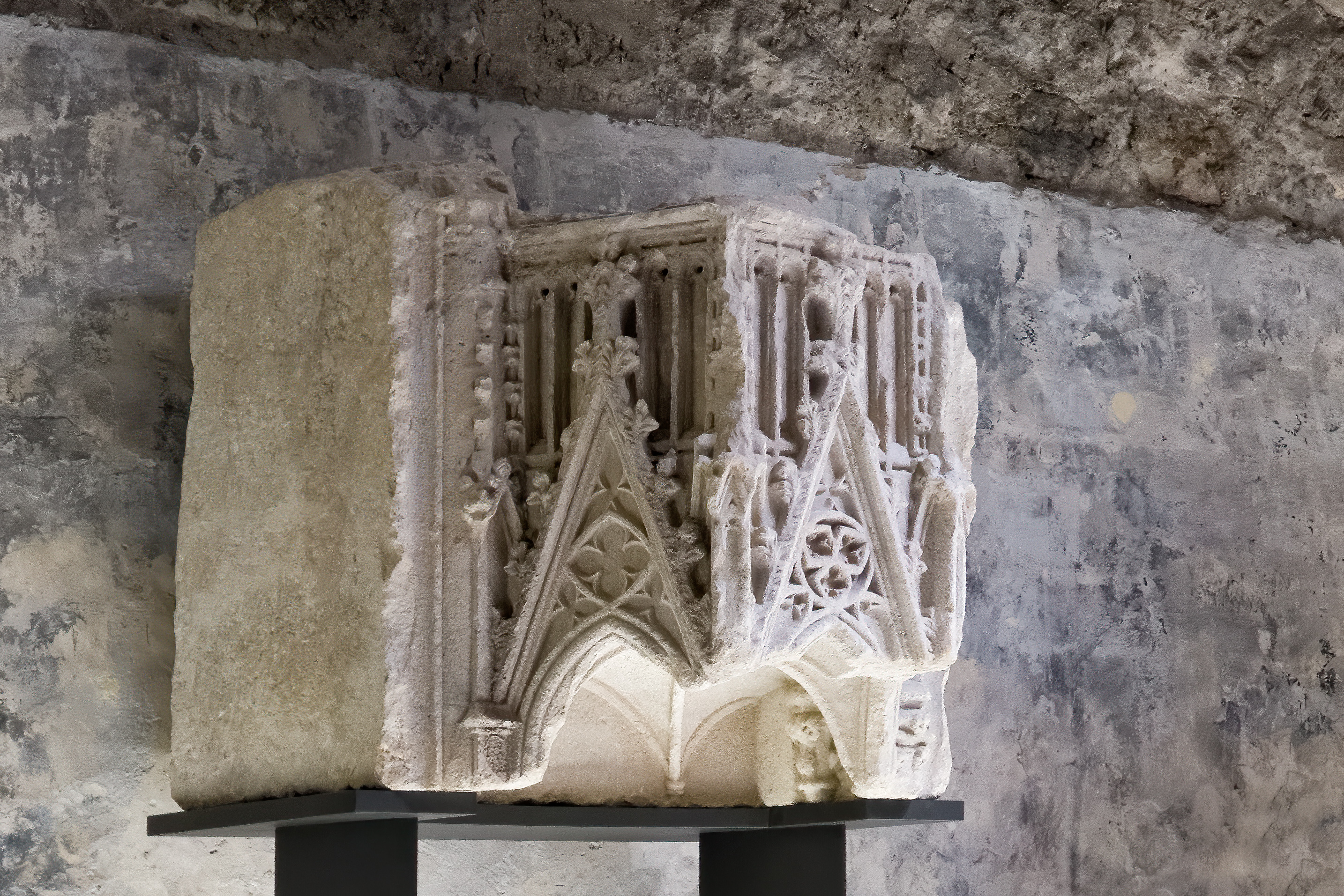
Dais flamboyant, fragment de l'ancienne cathédrale.
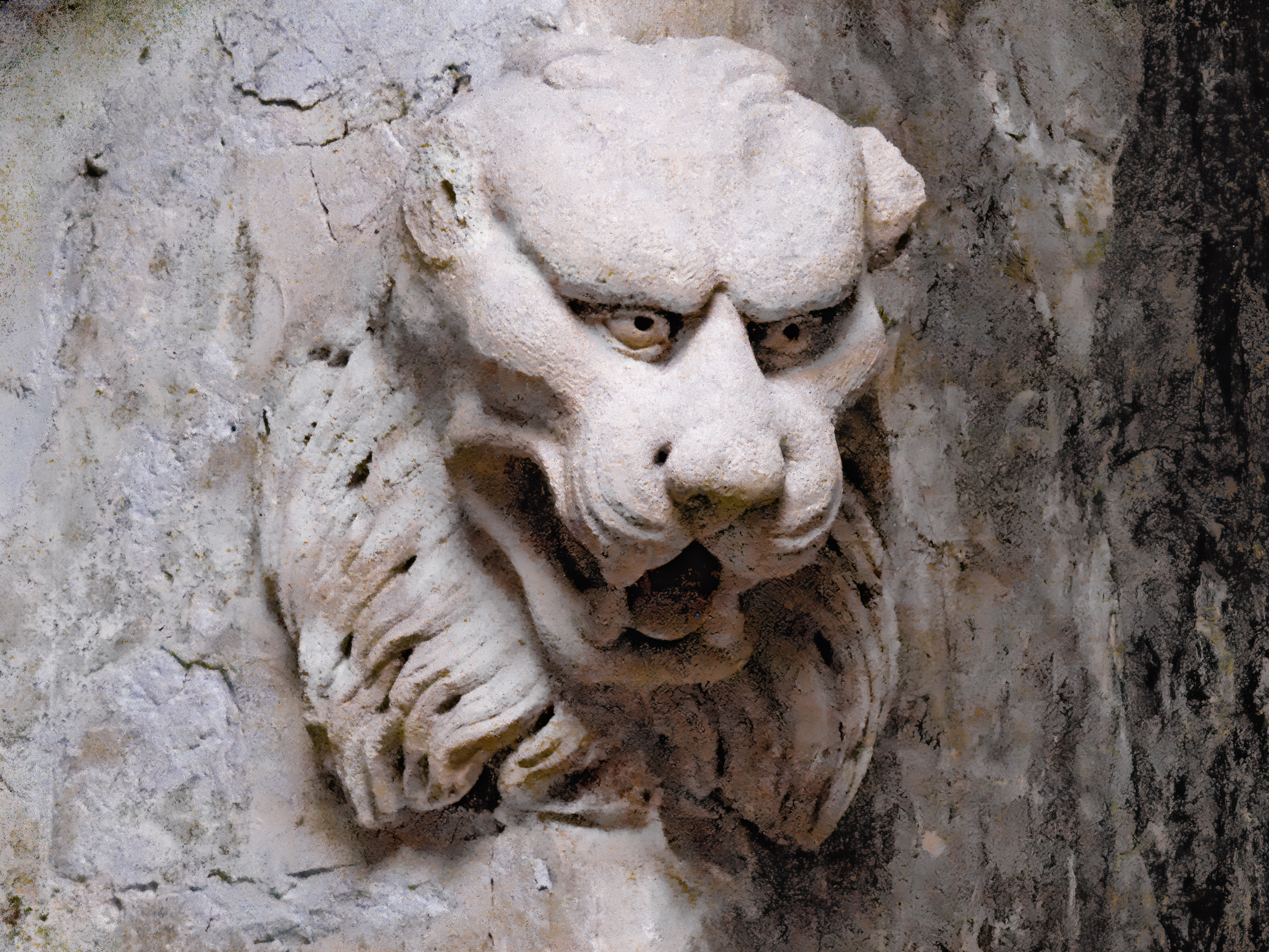
Fragment lapidaire de l'ancienne cathédrale : tête de lion.
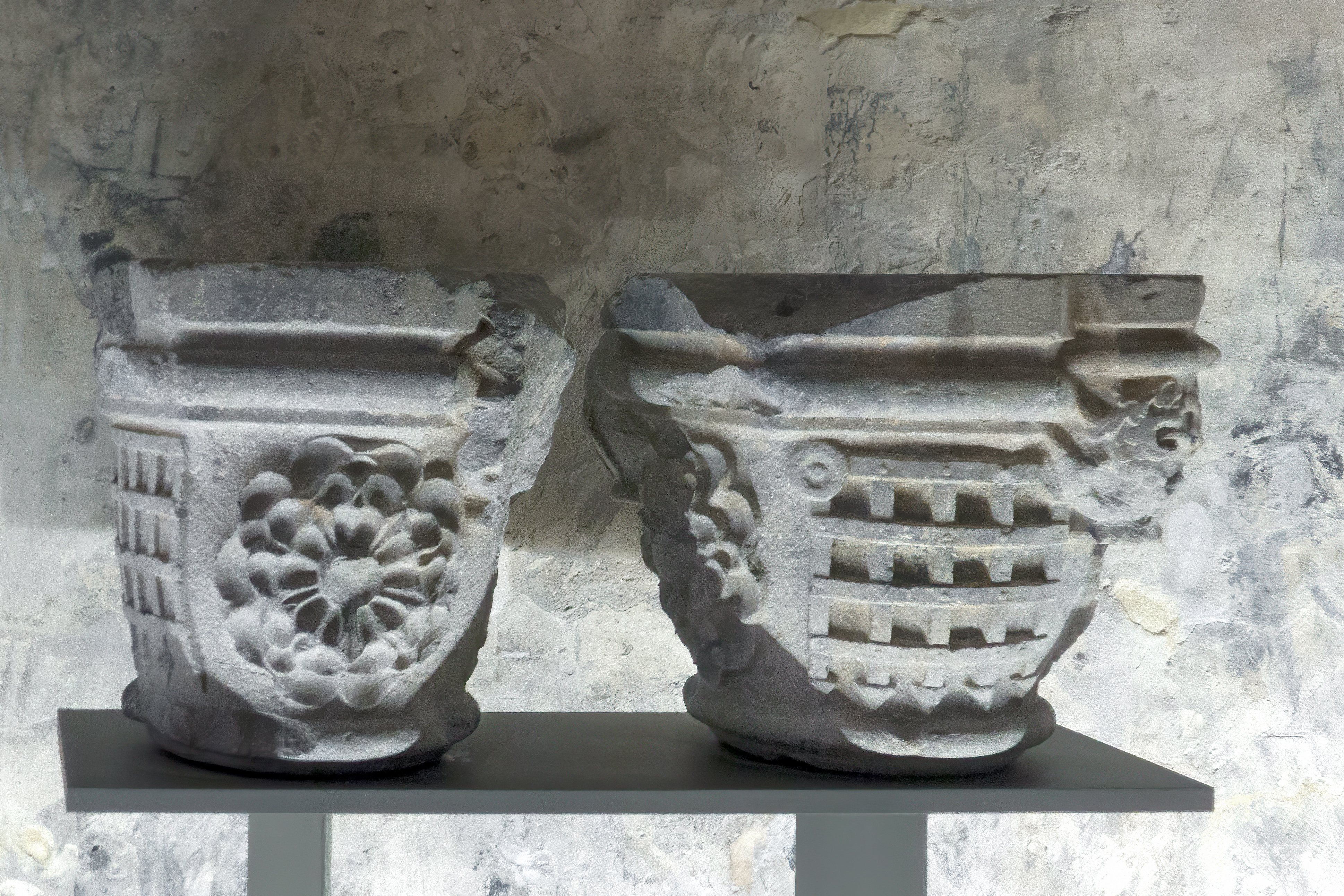
Chapiteaux provenant de l'église des Cordeliers.
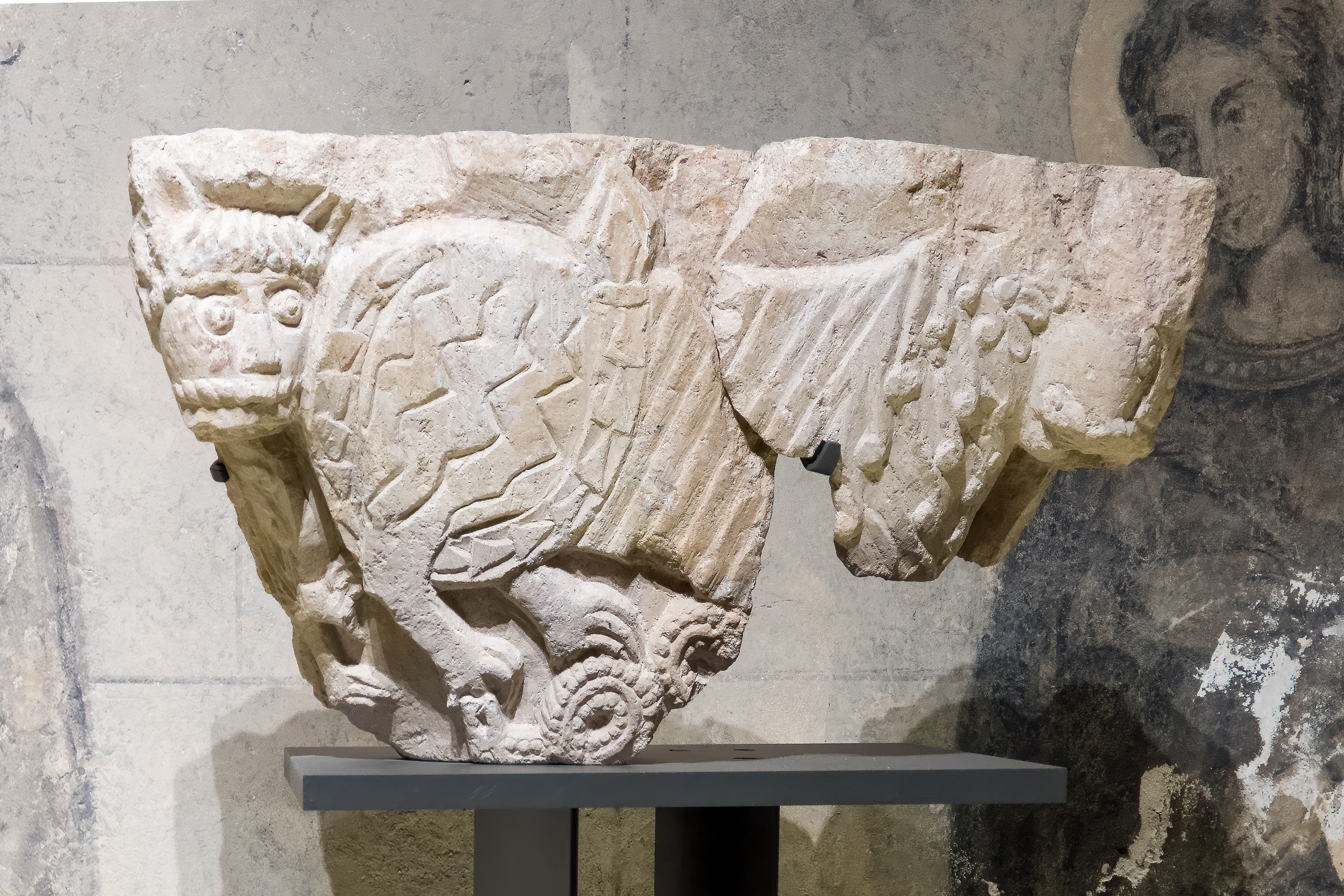
Fragment de chapiteau roman : animal à tête de lion et corps de cheval.
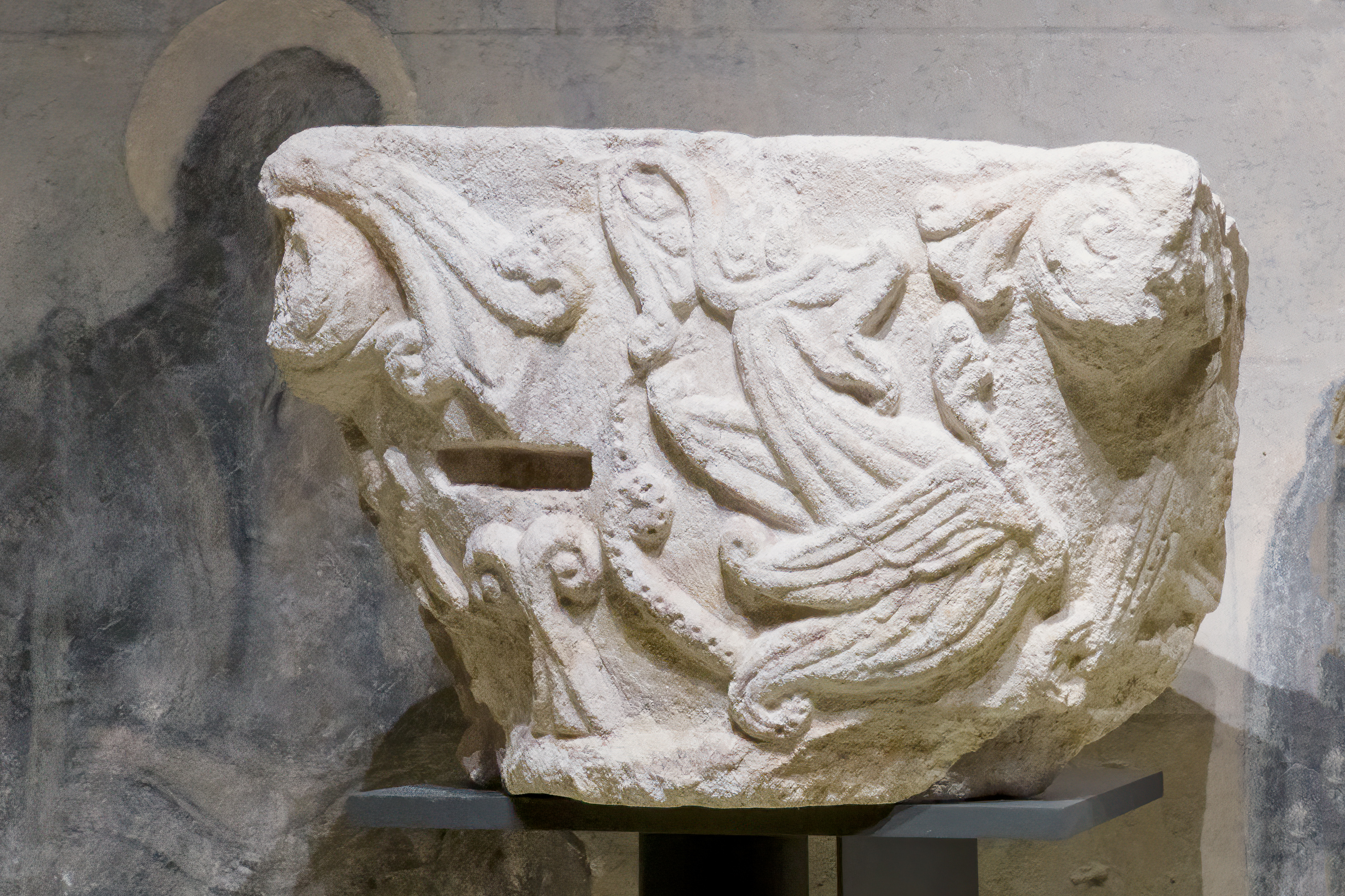
Fragment lapidaire de l'ancienne cathédrale : chapiteau historié roman.

## Œuvres d'art
- Quatre têtes de gargouilles de l'ancien temple romain édifié au dieu Mars ;
- Galerie de sculptures des XIIe et XIIIe siècles ;
- Un mémorial rappelle le mariage à Boulogne-sur-Mer en 1308 d'Isabelle de France avec Édouard II d'Angleterre ;
- En 1850, José de San Martín, général libérateur du Chili, de l'Argentine et du Pérou, meurt à Boulogne. Sa dépouille repose dans une chapelle de la crypte entre 1850 et 1861 avant d'être ramenée à la cathédrale métropolitaine de Buenos Aires ;
- Statue du roi David de l'ébéniste lillois Charles Buisine-Rigot réalisée en 1895 lors du remplacement de l'orgue existant par les établissements Merklin-Schütze. Aux huit jeux primitifs, Joseph Merklin en ajouta vingt-sept, répartis sur trois claviers manuels et un pédalier de sept jeux. La statue du roi d'Israël David ornait le haut de l'orgue jusqu'en 1944 où un obus la détruisit ;
- Maître-autel offert par les princes Torlonia ;
- Autel du Sacré-Cœur dans le bras ouest du transept ;
- Le Martyre de saint Sébastien (1832) peint par Éloi Firmin Féron a été offert en 1840 par le roi des Français Louis-Philippe Ier en souvenir du bon accueil qu'il reçut à Boulogne. Cette œuvre a été présentée lors de l'exposition de 1838.